# Lycosa bistriata
Lycosa bistriata este o specie de păianjeni din genul Lycosa, familia Lycosidae, descrisă de Gravely în anul 1924. Conform Catalogue of Life specia Lycosa bistriata nu are subspecii cunoscute.